# Lederzele
Lederzele (officieel: Lederzeele; Frans-Vlaams: Lerzeele) is een gemeente in de Franse Westhoek, in het Franse Noorderdepartement (Frans: département du Nord). De gemeente ligt in Frans-Vlaanderen in de streek het Houtland, dicht bij het Marais audomarois. Zij grenst aan de gemeenten Volkerinkhove, Broksele, Rubroek, Buisscheure, Nieuwerleet, Sint-Momelijn en Wulverdinge. De gemeente had op 1 januari 2022 705 inwoners.

## Geografie
De oppervlakte van Lederzele bedroeg op 1 januari 2022 8,64 vierkante kilometer; de bevolkingsdichtheid was toen 81,6 inwoners per km².

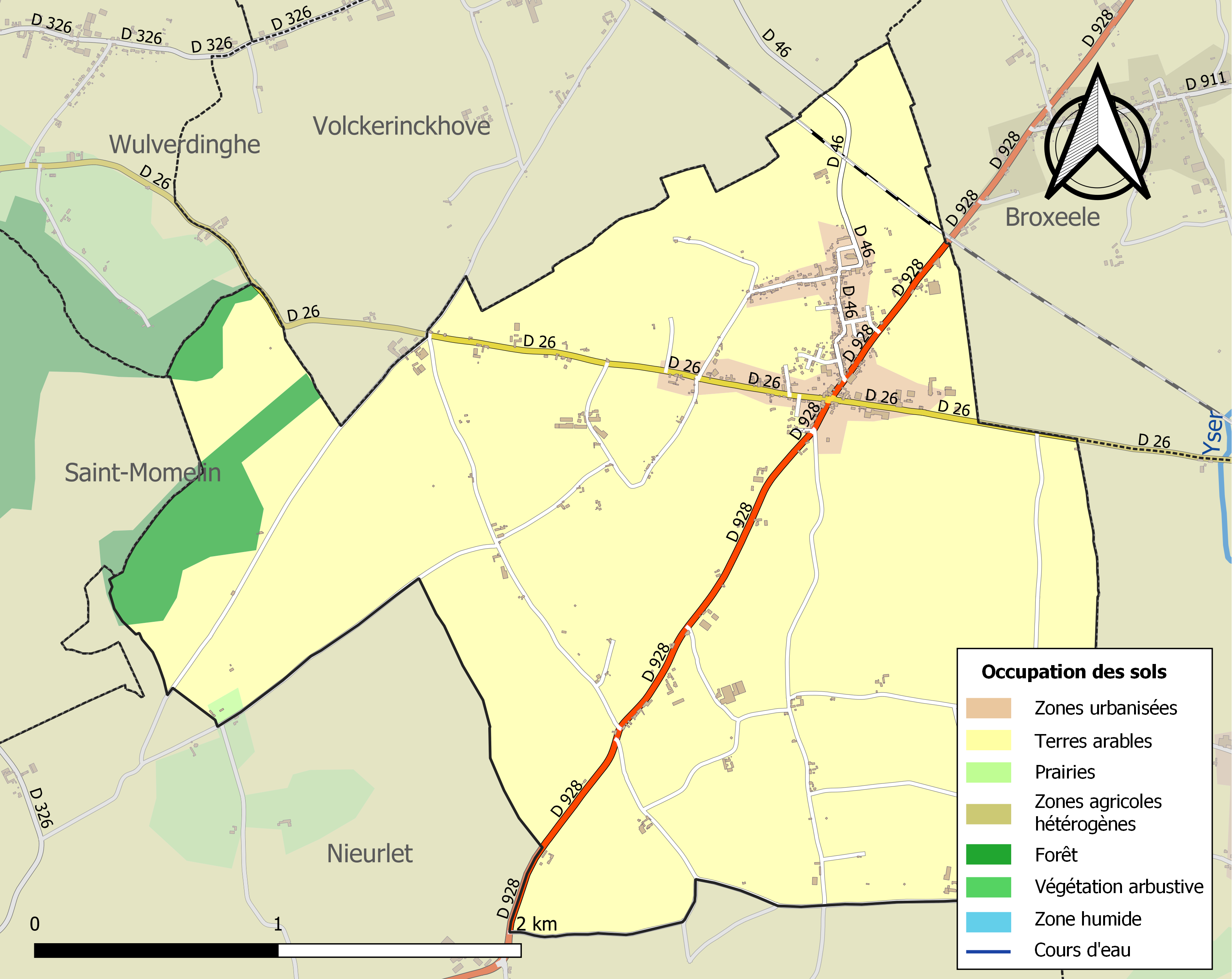
Kaart van de gemeente met de belangrijkste infrastructuur, bodemgebruik en omliggende gemeenten

## Geschiedenis
Lederzele werd in 1183 vermeld als Ledersela wat het "huis van Ledhari" wil zeggen.
In 1928 werd de gemeente Nieuwerleet afgesplitst van Lederzele.

## Bezienswaardigheden
- De Onze-Lieve-Vrouw-Hemelvaartkerk (Église de l'Assomption-de-Notre-Dame)
- Op het kerkhof van Lederzele bevinden zich drie Britse oorlogsgraven uit de Eerste Wereldoorlog.

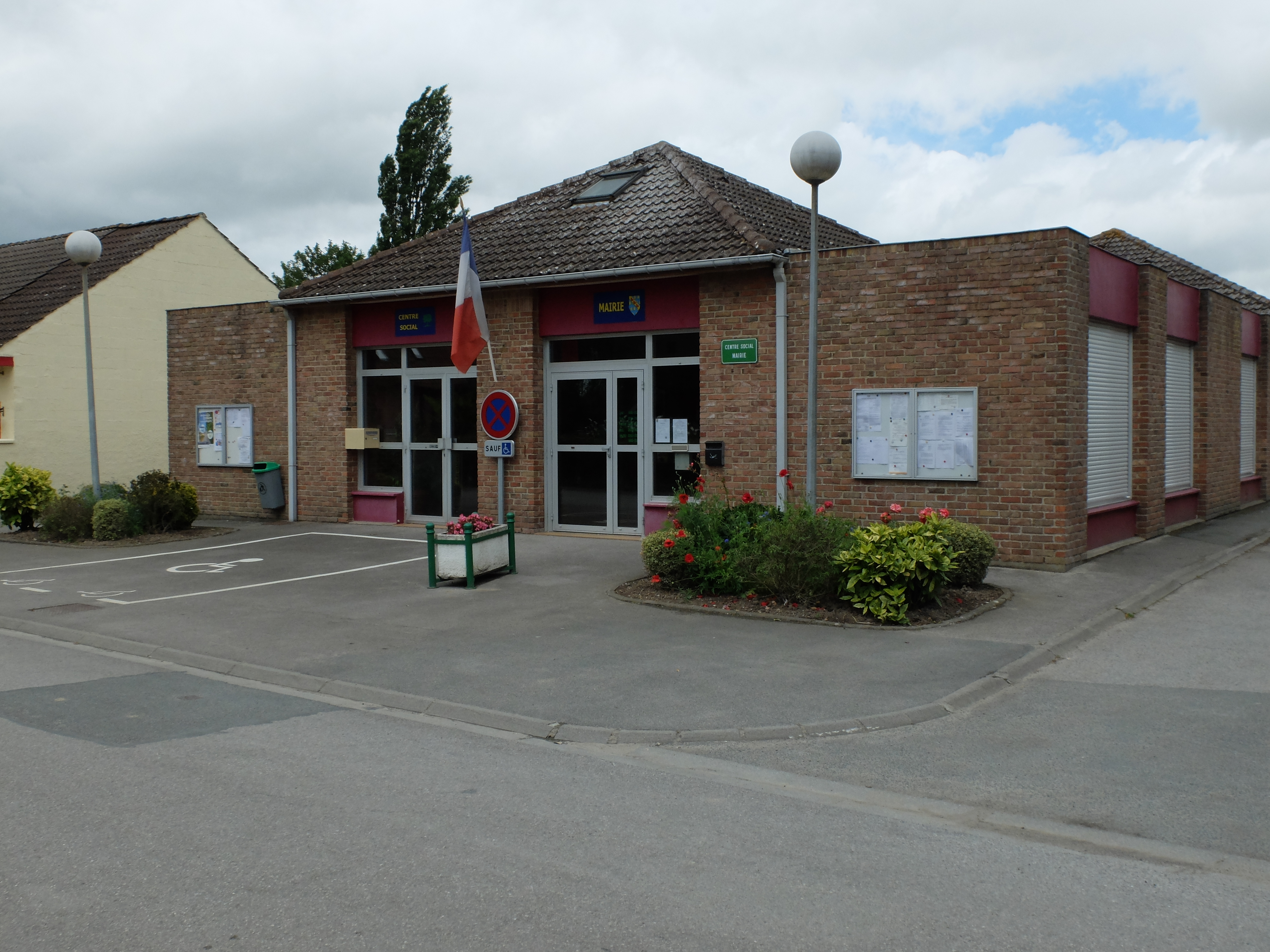
Gemeentehuis

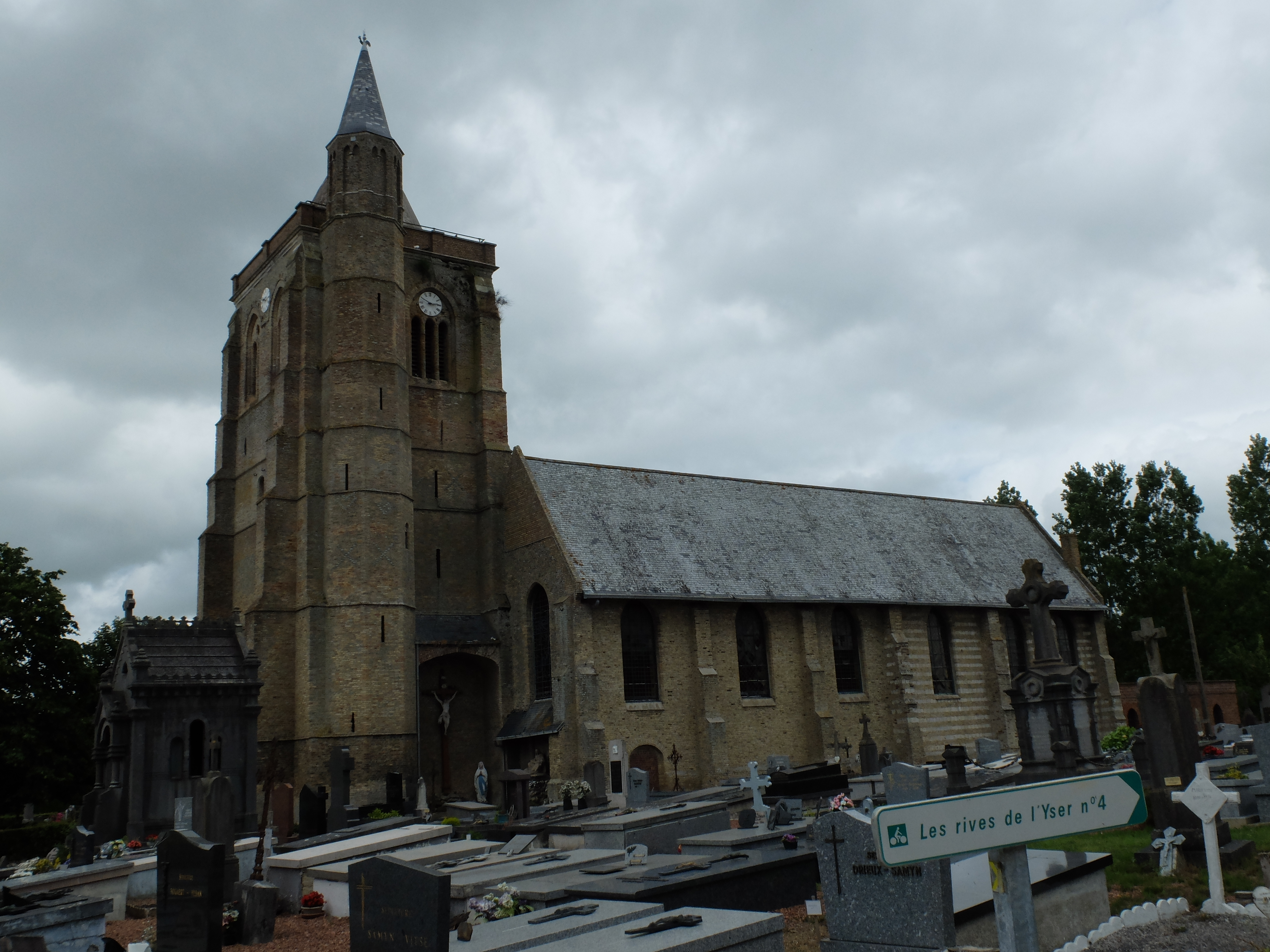
De Onze-Lieve-Vrouw-Hemelvaartkerk in Lederzele

## Natuur en landschap
Lederzele ligt in het Houtland op een hoogte van 4-41 meter. De kern ligt op 33 meter hoogte en in de gemeente bevindt zich een van de twee bronnen van de IJzer.

## Demografie
Onderstaande figuur toont het verloop van het inwonertal (bron: INSEE-tellingen).

## Nabijgelegen kernen
Broksele, Volkerinkhove, Wulverdinge, Waten, Nieuwerleet (Nieurlet), Buisscheure
Arneke · Bambeke · Bavinkhove · Bissezele · Bollezele · Broksele · Buisscheure · Ekelsbeke · Eringem · Hardefoort · Herzele · Holke · Hondschote · Hooimille · Houtkerke · Killem · Krochte · Kwaadieper · Lederzele · Ledringem · Merkegem · Millam · Nieuwerleet · Noordpene · Ochtezele · Oostkappel · Oudezele · Rekspoede · Rubroek · Sint-Momelijn · Soks · Steenvoorde · Terdegem · Volkerinkhove · Warrem · Waten · Wemaarskappel · Westkappel · Wilder · Winnezele · Wormhout · Wulverdinge · Zegerskappel · Zermezele · Zuidpene
Armboutskappel · Arneke · Bambeke · Bavinkhove · Belle · Berten · Bieren · Bissezele · Blaringem · Boeschepe · Boezegem · Bollezele · Borre · Bray-Dunes · Broekburg · Broekkerke · Broksele · Buisscheure · Drinkam · Duinkerke · Ebblingem · Eke · Ekelsbeke · Eringem · Gijvelde · Godewaarsvelde · La Gorgue · Grand-Fort-Philippe · Grevelingen · Groot-Sinten · Hardefoort · Haverskerke · Hazebroek · Herzele · Holke · Hondegem · Hondschote · Hooimille · Houtkerke · Kaaster · Kapelle · Kapellebroek · Kassel · Killem · Kraaiwijk · Krochte · Kwaadieper · Lederzele · Ledringem · Leffrinkhoeke · Linde · Loberge · Loon · Meregem · Merkegem · Merris · Meteren · Millam · Moerbeke · Niepkerke · Nieuw-Berkijn · Nieuw-Koudekerke · Nieuwerleet · Noordpene · Ochtezele · Okselare · Oostkappel · Oud-Berkijn · Oudezele · Pitgam · Pradeels · Rekspoede · Rubroek · Ruisscheure · Sint-Janskappel · Sint-Joris · Sint-Mariakappel · Sint-Momelijn · Sint-Pietersbroek · Sint-Silvesterkappel · Sint-Winoksbergen · Soks · Spijker · Stapel · Steenbeke · Steenvoorde · Steenwerk · Stegers · Stene · Strazele · Terdegem · Téteghem-Coudekerque-Village · Tienen · Uksem · Vleteren · Volkerinkhove · Waalskappel · Warrem · Waten · Wemaarskappel · Westkappel · Wilder · Winnezele · Wormhout · Wulverdinge · Zegerskappel · Zerkel · Zermezele · Zoeterstee · Zuidkote · Zuidpene